# Sara Mama

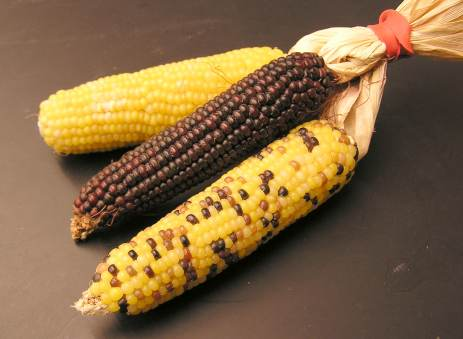
Le pannocchie di mais sacre a Mama Sara.

Nella mitologia inca, Mama Sara' (Mama Zara in quechua) era la madre del mais e faceva parte delle divinità della fertilità, protettrice del focolare. Era rappresentata  con pannocchie di mais tra i pugni delle mani.

## Descrizione

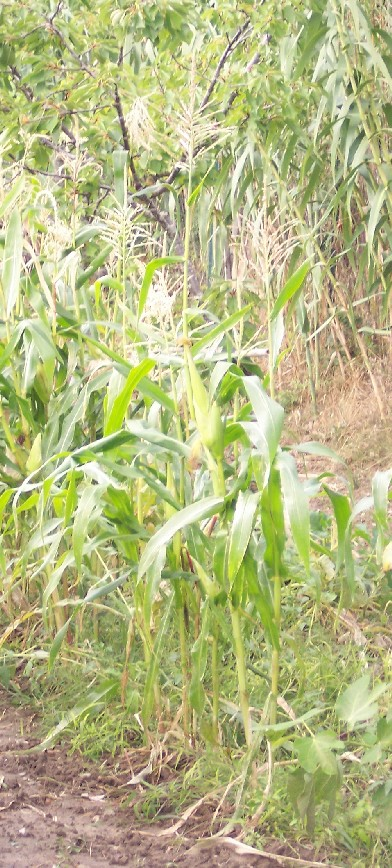
Mama Sara era ritenuta essere la pianta del mais dagli Incas.

La leggenda narra che Mama Sara era una fanciulla trasformata in una bellissima pianta di mais da Inti per proteggerla dallo stregone Kuru.

## La danza del mais
Essendo stata una vergine mai toccata da uomo, solo alle donne era concesso il culto del mais.  
Nel sesto mese del calendario (maggio), si celebrava il rituale di Sara Mama chiamato  danza del mais, che consisteva nella raccolta del mais da parte di sole donne. Portato poi a casa, per tre notti veniva coperto tra le migliori coperte prima di essere conservato o lavorato. Si credeva che in tal modo si sarebbe conservato meglio, garantendo anche il futuro raccolto.

## Il mais

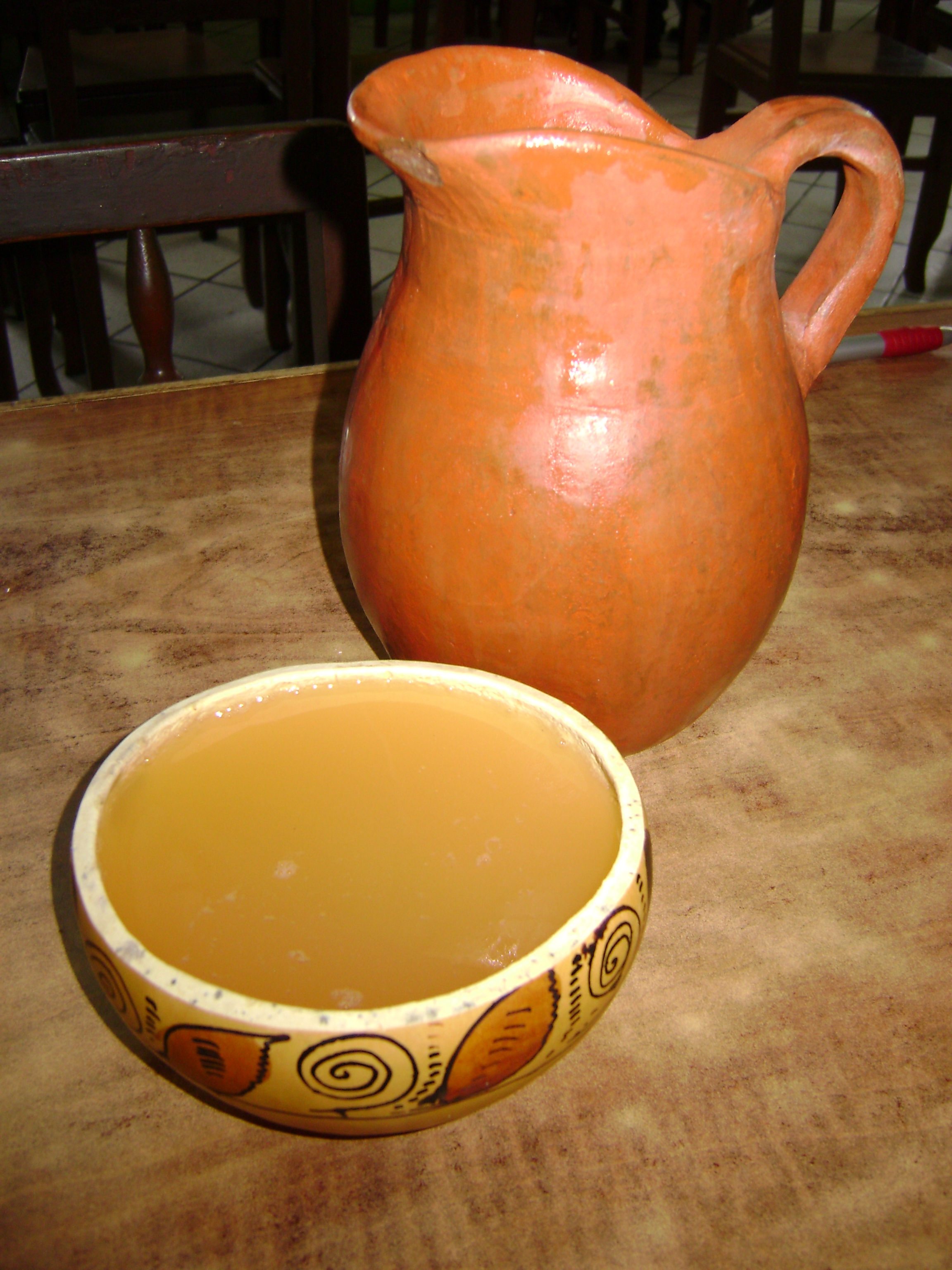
Chicha in ceramica tradizionale.

Il mais era ritenuto dagli Incas la pianta più sacra di tutte, con esso si creavano alimenti di ogni genere: pane per vari usi, stufati, dolciumi e chicha. 
La produzione di chicha di mais, era considerata un'opera religiosa e magica che veniva eseguita solo da donne.